# Taifa di Murviedro e Sagunto
La Taifa di Murviedro e Sagunto era un regno  Islamico taifa situato nell'attuale Spagna di levante, che esistette per un breve periodo, dal 1086 al 1092. Divenne indipendente come taifa centrata sulla città moresca di Murviedro dopo che Alfonso VI di León aveva imposto come emiro della Taifa di Valencia, alla quale Murviedro apparteneva, Al-Qádir, che sino all'anno prima era stato emiro della Taifa di Toledo. La Taifa di Murviedro e Sagunto corrispondeva all'attuale comarca di Camp de Morvedre.

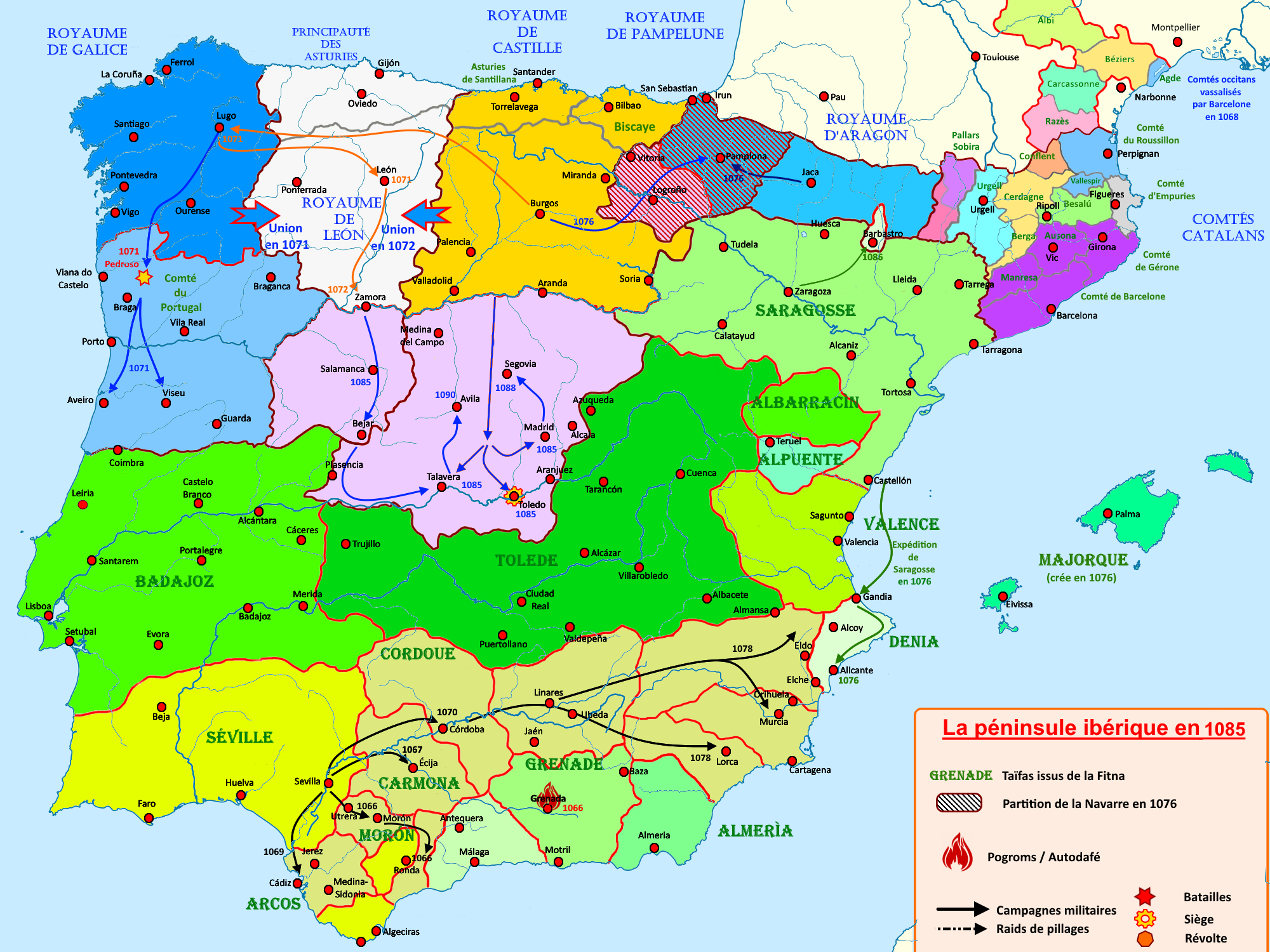
Taifa di Valencia nel 1085; la futura Taifa di Murviedro e Sagunto si trovava nella zona nord attorno a Sagunto

## Storia
Quando gli invasori arabi, nel 713, arrivarono a Sagunto, gli diedero il nome di Murbiter  da Muri-veteres, oggi Murviedro, come riporta La web de las biografias.

Murviedro e la zona circostante facevano parte della Taifa di Valencia, sino a quando, nel 1086, come riporta La web de las biografias, Abú Isa Ibn Lubbun ricevette il governo della città di Valencia dal nuovo sovrano di Valencia, al-Qadir, ma lo abbandonò nello stesso anno e si trasferì nella fortezza di Murviedro, dove poté dichiararsi indipendente grazie alla debolezza delle taife che sopravvivevano ancora nell'ultimo quarto del secolo XI.

Abú Isa Ibn Lubbun era di origine Muladi, discendente da una famiglia di funzionari di Toledo ed era signore di Alcalá de Henares. 

Nel 1088 accettò la sovranità di Al-Mundir di Lérida, ma la sua protezione non fu sufficiente per impedire l'intervento d'el Cid negli affari del Levante e il sovrano di Murviedro fu costretto a pagare ingenti somme a Rodrigo Diaz de Vivar. 

Nel novembre del 1092, Abu Isa Lubbun donò il castello di Murviedro ad Abu Marwan 'Abd al-Malik di Albarracín, che gli diede protezione. 
La data della morte di Abú Isa Ibn Lubbun è sconosciuta.

### Fonti primarie
- (EN)  The History Of The Mohammedan Dynasties In Spain Vol II

### Letteratura storiografica
- La recomquista